# Red Britanskog Carstva
Red Britanskog Carstva (engleski: Most Excellent Order of the British Empire) je viteško odlikovanje Britanske monarhije koje se dodjeljuje vojnicima i civilima za promicanje znanosti, umjetnosti, kulture, volonterski i humanitani rad te javno, vojno ili civilno djelovanje. Utemeljio ga je britanski kralj Đuro V. 4. lipnja 1917. u ukupno četiri stupnja za civilne i vojne osobe. Primatelji reda ženskoga spola dobivaju naslov "dame", a muškoga spola "viteza". Najsrodnije državno odlikovanje jest Odličje Britanskoga Carstva, čiji su primatelji najčešće i dobitnici nižih stupnjeva Reda, poput stupnjeva člana i časnika.
Isprva su se imenovanja vršila samo za stanovnike Ujedinjenog Kraljevstva, ali su se ubrzo proširila i na samoupravne dominione Carstva i britanske kolonije. Tako su osim britanskog kralja, odličje su u kraljevo ime dodjeljivali i potkraljevi Indije, kolonijalni guverneri i časnici u državama Commonwealtha. Unatoč stjecanju neovisnosti brojnih kolonija, odlikovanja se dodjeljuju i u svim članicama Comonwealtha i Britanskim prekomorskim posjedima, koje su kasnije uspostavile i svoje nacionalna odlikovanja poput Australskog i Kanadskog reda te Novozelandskoga reda za zasluge.

## Vanjske poveznice
- Stranice Britanskoga parlamenta, Kriteriji za dodjelu Reda Britanskoga Carstva, arhivirano 3. prosinca 2013. (engl.)
- The London Gazette  Arhivirana inačica izvorne stranice od 12. studenoga 2020. (Wayback Machine), Popis dobitnika odlikovanja (1940. – 2017.), pristupljeno 9. prosinca 2016. (engl.)
- Odsjek za grboslovlje i genealogiju Sveučilišta Cambridge, The Most Excellent Order of the British Empire, arhivirano 12. siječnja 2003., pristupljeno 19. prosinca 2016. (engl.)